# Троян (Ловецька область)
Троя́н (болг. Троян) — місто в Ловецькій області Болгарії. Адміністративний центр общини Троян.
У місті перебуває одне із чотирьох архієрейських намісництв Ловчанської єпархії БПЦ та відомий Троянський монастир.

## Населення
За даними перепису населення 2011 року у місті проживали 21 194 особи.
Національний склад населення міста:
| Національність   | Кількість осіб | Відсоток |
| ---------------- | -------------- | -------- |
| болгари          | 18502          | 96,8%    |
| цигани           | 262            | 1,4%     |
| турки            | 219            | 1,1%     |
| інша             | 47             | 0,2%     |
| не визначились   | 78             | 0,4%     |
| Всього відповіли | 19108          |          |

Розподіл населення за віком у 2011 році:
Динаміка населення: